# The Voice Kids/Staffel 6
Die sechste Staffel der deutschen Gesangs-Castingshow The Voice Kids wurde vom 11. Februar 2018 bis zum 15. April 2018 im Fernsehen erstausgestrahlt. Moderiert wurde die sechste Staffel von Thore Schölermann und Debbie Schippers. Die Jury bestand aus der Popsängerin Nena im Doppelstuhl mit ihrer Tochter Larissa, dem ehemaligen The-Voice-Finalist Max Giesinger und dem Singer-Songwriter Mark Forster. Die Gewinnerin der sechsten Staffel war Anisa Celik.

## Erste Phase: Die Blind Auditions
| Folge  | Die Coaches und ihre Kandidaten                                                       | Die Coaches und ihre Kandidaten                                           | Die Coaches und ihre Kandidaten                                                      |
| Folge  | Nena und Larissa                                                                      | Max Giesinger                                                             | Mark Forster                                                                         |
| ------ | ------------------------------------------------------------------------------------- | ------------------------------------------------------------------------- | ------------------------------------------------------------------------------------ |
| 01     | Alycia (10 Jahre) Bjarne (12 Jahre)                                                   | Jouline (13 Jahre) Marcel (12 Jahre) Nina (14 Jahre)                      | Anisa (10 Jahre) Gabriel (14 Jahre) Jil (14 Jahre) Jonah (13 Jahre) Klaas (11 Jahre) |
| 02     | Christian (14 Jahre) Gina-Maria (14 Jahre) Josephine (14 Jahre) Lily-Marie (12 Jahre) | Benicio (13 Jahre) Dimitrios (11 Jahre) Lena (9 Jahre) Maxima (13 Jahre)  | Kayla (9 Jahre) Shayan (9 Jahre)                                                     |
| 03     | Cristian (14 Jahre) Oliwia (14 Jahre) Santiago (14 Jahre)                             | Diana (14 Jahre) Flavio (13 Jahre) Jule (11 Jahre) Natalia Joy (14 Jahre) | Chiara (14 Jahre) Daria (11 Jahre) Julian (13 Jahre)                                 |
| 04     | Sara (12 Jahre) Lea (14 Jahre) Zlata (10 Jahre) Emma (14 Jahre) Tim (13 Jahre)        | Joey (13 Jahre) Samuele (13 Jahre) Selina (14 Jahre)                      | Philias (12 Jahre) Leni (13 Jahre) Eliza (11 Jahre) Charlotte (13 Jahre)             |
| 05     | Sarah (9 Jahre) Malisa (13 Jahre) Emily (14 Jahre) Friederike (14 Jahre)              | Nadin (14 Jahre) Lisa (13 Jahre) Besim (13 Jahre) Phil (14 Jahre)         | Pepe (13 Jahre) Marissa (14 Jahre) Lucas N. (12 Jahre) Sienna (10 Jahre)             |
| Gesamt | 18                                                                                    | 18                                                                        | 18                                                                                   |

## Zweite Phase: Die Battle Round
In der 6. Staffel konnten sich insgesamt 54 Kinder während den „Blind Auditions“ für die zweite Runde qualifizieren, somit waren in jedem Team 18 Kandidaten vertreten. Jeweils drei Kinder aus einem Team sangen zusammen ein Lied, ein so genanntes „Battle“. Anschließend entschied der entsprechende Coach, wer von ihnen weiter in der nächsten Runde, den „Sing Offs“, teilnehmen darf.
| Folge | Battle | Kandidaten | Kandidaten | Kandidaten  | Song                                              | Team           |
| ----- | ------ | ---------- | ---------- | ----------- | ------------------------------------------------- | -------------- |
| 06    | 1      | Kayla      | Sienna     | Anisa       | Wannabe von Spice Girls                           | Mark           |
| 06    | 2      | Jouline    | Besim      | Lisa        | Diamonds von Rihanna                              | Max            |
| 06    | 3      | Alycia     | Zlata      | Emily       | Chöre von Mark Forster                            | Nena & Larissa |
| 06    | 4      | Jonah      | Daria      | Shayan      | Jackpot von Teesy                                 | Mark           |
| 06    | 5      | Diana      | Benicio    | Maxima      | Thinking Out Loud von Ed Sheeran                  | Max            |
| 06    | 6      | Lea        | Bjarne     | Oliwia      | I Wish von Stevie Wonder                          | Nena & Larissa |
| 06    | 7      | Flavio     | Nadin      | Samuele     | Grande amore von Il Volo                          | Max            |
| 07    | 8      | Eliza      | Klaas      | Chiara      | Best of You von Foo Fighters                      | Mark           |
| 07    | 9      | Melisa     | Lily-Marie | Sarah       | We Are the World von USA for Africa               | Nena & Larissa |
| 07    | 10     | Phil       | Marcel     | Joey        | Use Somebody von Kings of Leon                    | Max            |
| 07    | 11     | Tim        | Josephine  | Christian   | Should I Stay or Should I Go von The Clash        | Nena & Larissa |
| 07    | 12     | Philias    | Charlotte  | Pepe        | Weinst du von Echt                                | Mark           |
| 07    | 13     | Lena       | Dimitrios  | Jule        | Nur ein Wort von Wir sind Helden                  | Max            |
| 07    | 14     | Santiago   | Friederike | Gina-Marie  | Symphony von Clean Bandit feat. Zara Larsson      | Nena & Larissa |
| 07    | 15     | Leni       | Marissa    | Jil         | Jealous von Labrinth                              | Mark           |
| 08    | 16     | Julian     | Lucas      | Gabriel     | All for Love von Sting, Rod Stewart & Bryan Adams | Mark           |
| 08    | 17     | Selina     | Nina       | Natalia Joy | Firework von Katy Perry                           | Max            |
| 08    | 18     | Emma       | Cristian   | Sara        | Home Is Where Your Heart Is von The Sounds        | Nena & Larissa |

## Dritte Phase: Die Sing-Offs
Die sechs Gewinner aus den „Battles“ traten im jeweiligen Team nochmals nacheinander auf. Dort sangen sie erneut ihre Songs aus den „Blind Auditions“. Der eigene Coach durfte dann zwei Kinder aus dem eigenen Team auswählen, die am Finale teilnehmen. Ein drittes Talent konnte jeder Coach aus einem anderen Team „stehlen“, das dann ebenfalls ins Finale einzog.
| Episode | Coach          | Kandidat    | Song                                            | Stealdeal      |
| ------- | -------------- | ----------- | ----------------------------------------------- | -------------- |
| 08      | Nena & Larissa | Sarah       | ¿Quién será? von Danny Frank                    |                |
| 08      | Nena & Larissa | Santiago    | Who’s Loving You von Michael Bublé              |                |
| 08      | Nena & Larissa | Alycia      | Clown von Emeli Sandé                           |                |
| 08      | Nena & Larissa | Josephine   | In diesem Moment von Roger Cicero               |                |
| 08      | Nena & Larissa | Emma        | Non, je ne regrette rien von Édith Piaf         |                |
| 08      | Nena & Larissa | Oliwia      | Sweet Child o’ Mine von Guns N’ Roses           | Mark           |
| 08      | Mark           | Jonah       | Jump von Kris Kross                             | Max            |
| 08      | Mark           | Charlotte   | Go Solo von Tom Rosenthal                       |                |
| 08      | Mark           | Klaas       | Enter Sandman von Metallica                     |                |
| 08      | Mark           | Jil         | Royals von Lorde                                |                |
| 08      | Mark           | Anisa       | Traffic Lights von Lena Meyer-Landrut           |                |
| 08      | Mark           | Julian      | O mio babbino caro von Giacomo Puccini          |                |
| 08      | Max            | Jouline     | The Power of Love von Frankie Goes to Hollywood |                |
| 08      | Max            | Benicio     | Bird Set Free von Sia                           |                |
| 08      | Max            | Natalia Joy | Yours von Ella Henderson                        | Nena & Larissa |
| 08      | Max            | Dimitrios   | Candy von Robbie Williams                       |                |
| 08      | Max            | Phil        | Free Fallin’ von John Mayer                     |                |
| 08      | Max            | Flavio      | Skyfall von Adele                               |                |

## Vierte Phase: Finale
Das Finale fand am 15. April 2018 statt. Aus Jugendschutzgründen wurden die Bühnenauftritte der minderjährigen Teilnehmer bereits früher aufgezeichnet und zeitversetzt ausgestrahlt, nur die Siegerverkündung wurde live übertragen.
Die jeweils drei Finalisten pro Team hatten einen gemeinsamen Auftritt mit ihrem Coach und anschließend je einen Soloauftritt. Danach musste sich jeder Coach für eines seiner Talente entscheiden, das er mit in die letzte Phase, die „Voting-Runde“, nahm.
| Episode | Startnr. | Name        | Songs                                | Coach          |
| ------- | -------- | ----------- | ------------------------------------ | -------------- |
| 09      | 1        | Benicio     | Let It Go von James Bay              | Max            |
| 09      | 2        | Jonah       | Hey Ya! von OutKast                  | Max            |
| 09      | 3        | Flavio      | Turning Tables von Adele             | Max            |
| 09      | 4        | Alycia      | Over the Rainbow von Judy Garland    | Nena & Larissa |
| 09      | 5        | Santiago    | I Want You Back von The Jackson Five | Nena & Larissa |
| 09      | 6        | Natalia Joy | Paradise City von Guns N’ Roses      | Nena & Larissa |
| 09      | 7        | Oliwia      | What I’ve Done von Linkin Park       | Mark           |
| 09      | 8        | Anisa       | Happy von Pharrell Williams          | Mark           |
| 09      | 9        | Klaas       | School’s Out von Alice Cooper        | Mark           |

## Fünfte Phase: Voting-Runde
Die drei Gewinner der vierten Phase Benicio, Santiago und Anisa sangen jeweils einen weiteren Song. Außerdem war die Band Sunrise Avenue zu Gast, die ihren neuen Titel Heartbreak Century präsentierten. Währenddessen konnten die Zuschauer per Televoting für ihren Favoriten abstimmen. Die Gewinnerin der Show wurde Anisa.
| Episode | Startnr. | Name     | Song                                | Coach          |
| ------- | -------- | -------- | ----------------------------------- | -------------- |
| 09      | 1        | Benicio  | You Are the Reason von Calum Scott  | Max            |
| 09      | 2        | Santiago | Stairway to Heaven von Led Zeppelin | Nena & Larissa |
| 09      | 3        | Anisa    | Let It Go von Idina Menzel          | Mark           |

## Einschaltquoten
| Nr. (Staffel) | Nr. (gesamt) | Sendung             | Datum                | Zuschauer | Zuschauer       | Marktanteil | Marktanteil     |
| Nr. (Staffel) | Nr. (gesamt) | Sendung             | Datum                | Gesamt    | 14 bis 49 Jahre | Gesamt      | 14 bis 49 Jahre |
| ------------- | ------------ | ------------------- | -------------------- | --------- | --------------- | ----------- | --------------- |
| 01            | 39           | Blind Auditions     | So, 11. Februar 2018 | 2,84 Mio. | 1,46 Mio.       | 8,6 %       | 12,7 %          |
| 02            | 40           | Blind Auditions     | So, 18. Februar 2018 | 2,55 Mio. | 1,30 Mio.       | 8,0 %       | 11,8 %          |
| 03            | 41           | Blind Auditions     | So, 25. Februar 2018 | 2,66 Mio. | 1,38 Mio.       | 8,5 %       | 12,6 %          |
| 04            | 42           | Blind Auditions     | So, 4. März 2018     | 2,44 Mio. | 1,25 Mio.       | 7,5 %       | 11,3 %          |
| 05            | 43           | Blind Auditions     | So, 11. März 2018    | 2,56 Mio. | 1,28 Mio.       | 8,0 %       | 11,9 %          |
| 06            | 44           | Battles             | So, 18. März 2018    | 2,32 Mio. | 1,24 Mio.       | 7,2 %       | 11,5 %          |
| 07            | 45           | Battles             | So, 25. März 2018    | 2,52 Mio. | 1,32 Mio.       | 8,0 %       | 12,4 %          |
| 08            | 46           | Battles & Sing-Offs | So, 8. April 2018    | 2,01 Mio. | 0,92 Mio.       | 6,6 %       | 9,2 %           |
| 09            | 47           | Finale              | So, 15. April 2018   | 2,17 Mio. | 1,05 Mio.       | 7,4 %       | 10,5 %          |